# Rotterdam Open 1996
Il Rotterdam Open 1996, conosciuto anche con il nome di ABN AMRO World Tennis Tournament 1996 per ragioni di sponsorizzazione, è stato un torneo di tennis giocato sul sintetico indoor. È stata la 23ª edizione del Rotterdam Open, facente parte della categoria ATP World Series nell'ambito dell'ATP Tour 1996. Si è giocato all'Ahoy Rotterdam indoor sporting arena di Rotterdam in Olanda Meridionale, dal 4 al 10 marzo 1996.

## Campioni

### Singolare
Goran Ivanišević ha battuto in finale  Evgenij Kafel'nikov con il punteggio di 6–4, 3–6, 6–3

### Doppio
David Adams /  Marius Barnard hanno battuto in finale  Hendrik Jan Davids /  Cyril Suk con il punteggio di 6–3, 5–7, 7–6